# Isolate and Medicate
Albums de Seether
Seether: 2002-2013
(2013) Poison the Parish
(2017)
Singles
1. Words As Weapons
Sortie : 1er mai 2014
2. Suffer It All
Sortie : 10 juin 2014
3. Watch Me Drown
Sortie : 25 juin 2014
4. Nobody Praying for Me
Sortie : 25 juin 2014

Isolate and Medicate est le sixième album studio du groupe sud-africain de metal alternatif Seether, publié le 1er juillet 2014 sur le label The Bicycle Music Company.

## Liste des chansons
| No  | Titre                 | Durée |
| --- | --------------------- | ----- |
| 1.  | See You at the Bottom | 3:38  |
| 2.  | Same Damn Life        | 3:20  |
| 3.  | Words as Weapons      | 4:01  |
| 4.  | My Disaster           | 4:34  |
| 5.  | Crash                 | 3:41  |
| 6.  | Suffer It All         | 3:55  |
| 7.  | Watch Me Drown        | 3:09  |
| 8.  | Nobody Praying for Me | 3:18  |
| 9.  | Keep the Dogs at Bay  | 4:25  |
| 10. | Save Today            | 4:47  |